# Nádražní (Ostrava)
Nádražní ulice je ulice v Ostravě, v městském obvodu Moravská Ostrava a Přívoz. Vede od křižovatky s ulicí 28. října, celým městským obvodem k hlavnímu nádraží, kde končí tramvajovou smyčkou. Jedná se o důležitou spojnici centra města a hlavního nádraží.

## Historie
Ulice byla původně jako nezpevněná (polní) cesta z centra města do Přívozu. V roce 1860 byla postavena jako dlážděná cesta k nádraží v Přívozu.

## Popis ulice
V roce 1865 byla na mapách jako Bahnhof Straße, a to v úseku od křižovatky s ulicí 28. října a Mariánskohorskou.
V roce 1893 byla přejmenována na Ostrauer Straße. V roce 1898 byla prodloužena o úsek mezi křížením s Mariánskohorskou ulicí až po vlakové nádraží. Tento úsek byl od roku 1893 pojmenován jako Nordbahn Straße a to jen v rámci Přívozu. V roce 1911 bylo navrženo přejmenování části ulice, která procházela Přívozem na Kaiser Franz Josef Straße (Františka Josefa I.), tím by došlo k jejímu přepojení jako pokračování stejnojmenné ulice v Moravské Ostravě (od 1919 Sokolská třída).
v roce 1949 byla ulice v celé délce, od křížení s ulicí 28. října po hlavní nádraží, přejmenována na Dimitrovovu ulici. Pojmenování bylo podle Georgie Michajloviče Dimitrova (1882–1949). V roce 1975 došlo v rámci přestavby hlavního nádraží k úpravě přednádražního prostoru.
V roce 1990 byl navrhnut návrat k původnímu názvu Nádražní ulice.
Ulici křižuje několik důležitých ulic: 28. října, Českobratrská, Mariánskohoská. Na začátku je známá Stodolní ulice.

## Architektonicky významné budovy
(Řazeno ve směru chůze od křižovatky s ulicí 28. října.)

### Existující budovy
- Anglo-československá banka, 1923–1924, podle návrhu Josefa Gočára[pozn. 1][2]
- Hornický dům – Palác Elektra s kavárnou Elektra, 1923–1926, z původního návrhu Františka Koláře a Jana Rubého přepracoval Alois Kubíček[3]
- Vila dr. Karla Krause, později Česká banka Union, 1910–1911 a 1921–1922, podle návrhu Ernsta Kornera, Aloise Schöna, Hanse Ulricha[4]
- Kancelářský a obytný dům, prodejna Čedok, 1967–1975, autorů Josefa Havlíčka a Radima Ulmanna[5]
- Budova Živnostenské banky, 1922–1924, od Kamila Hilberta[6]
- Nájemní dům Sigmunda Urbacha, 1903, podle návrhu Eugena Noëho[7]
- Nájemní dům Andrease a Berty Manských, 1906–1907, podle Vincence Heinze a Gustava Kulky[8]
- Nájemní dům Hanse Ulricha, 1904, autorů Aloise Mihatscha a Hanse Ulricha[9]
- Nájemní dům s lékárnou U Anděla, 1906–1907 a 1910, podle návrhu Františka Srny[pozn. 2][10]
- Obytný dům Františka Jurečka, 1896 podle vlastního návrhu[11]
- Obytný dům Ferdinanda Mainxe a Leopolda Poppa, 1903 podle vlastního návrhu[pozn. 3][12]
- Těžní věž dolu Jindřich, 1913[13]
- Kancelářský dům OKR – Doprava, 1974–1981 projektantů Iva Klimeše a Evžena Kuby[14]
- Nájemní dům Wilhelma Witteka, 1898–1899 podle návrhu Felixe Neumanna[pozn. 4][15]
- Nájemní dům Nádražní 446/169, před rokem 1900[16]
- Nájemní dům Nádražní 561/175, 1900, podle návrhu Felixe Neumanna[17]
- Nájemní dům, 1901, podle návrhu Felixe Neumanna[pozn. 5][18]
- Nájemní dům s lékárnou U Madony, 1894–1895, od Aloise Mihatscha a Hanse Ulricha[pozn. 6][19]
- Nájemní dům, 1908–1909, podle návrhu Felixe Neumanna[pozn. 7][20]
- Nájemní dům Nádražní 733/176, 1910, podle návrhu Felixe Neumanna[21]
- Nájemní dům, 1901[pozn. 8][22]

### Zaniklé budovy
- Německý dům (Deutsches Haus), 1895, od Felixe Neumanna
- Hotel Quittner, (Nádražní 40), před rokem 1900
- Lidový dům (Nádražní 40–Nádražní 46), před rokem 1900 a v roce 1923, podle architekta Františka Franze
- Hotelový dům Jindřich, 1982–1990, podle návrhu Evžena Kuby[13][23]
- Nájemní a obchodní dům prof. Johanna Hadaszczoka (Nádražní 73/910), 1893, od Felixe Neumanna
- Kancelářský a obytný dům W. Reimanna (Nádražní 69/1105), 1898, od Felixe Neumanna

## Galerie

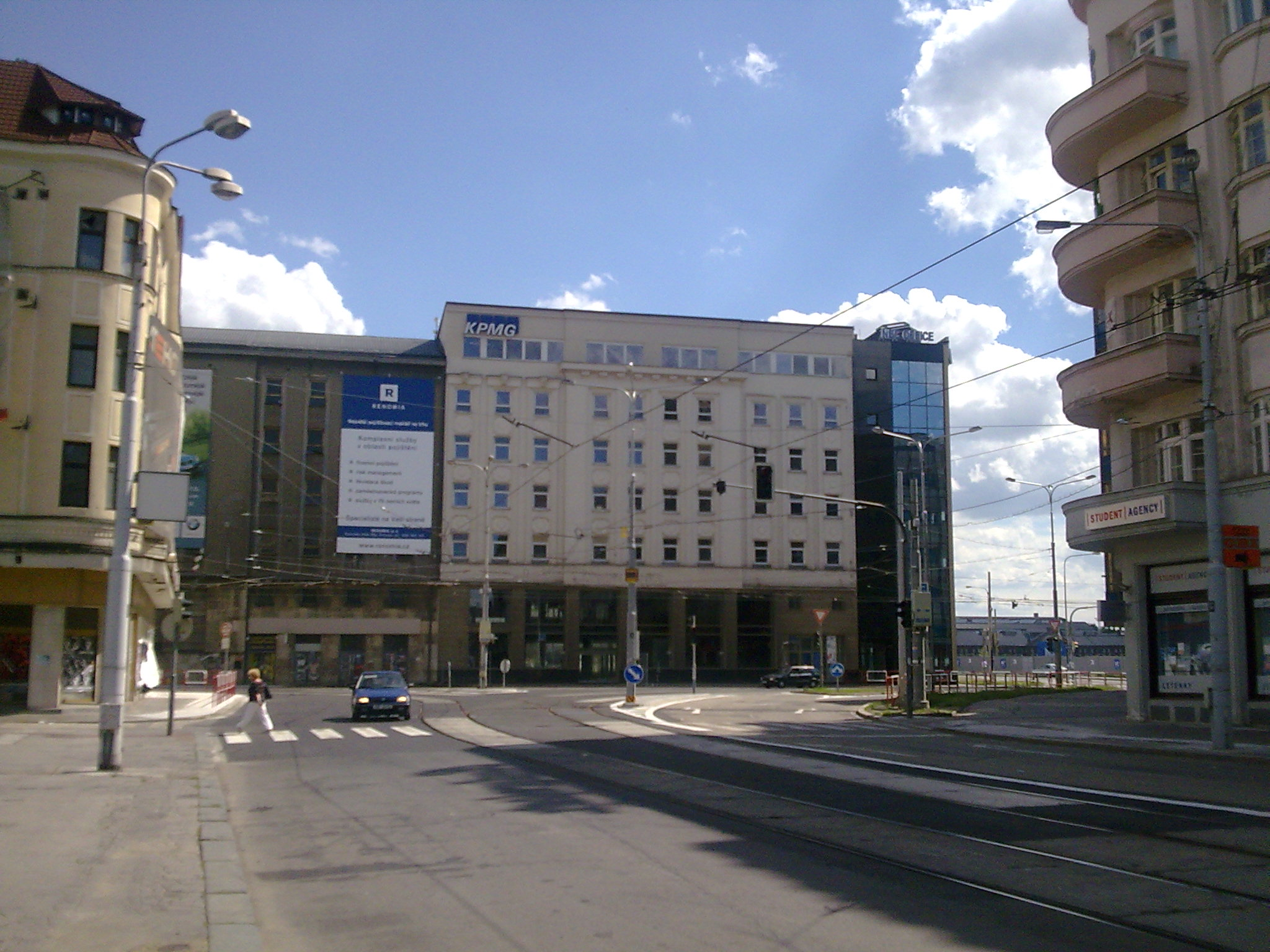
Zaniklý hotel Palace a budova KPMG Česká republika, s.r.o., 28. října 3117/61.
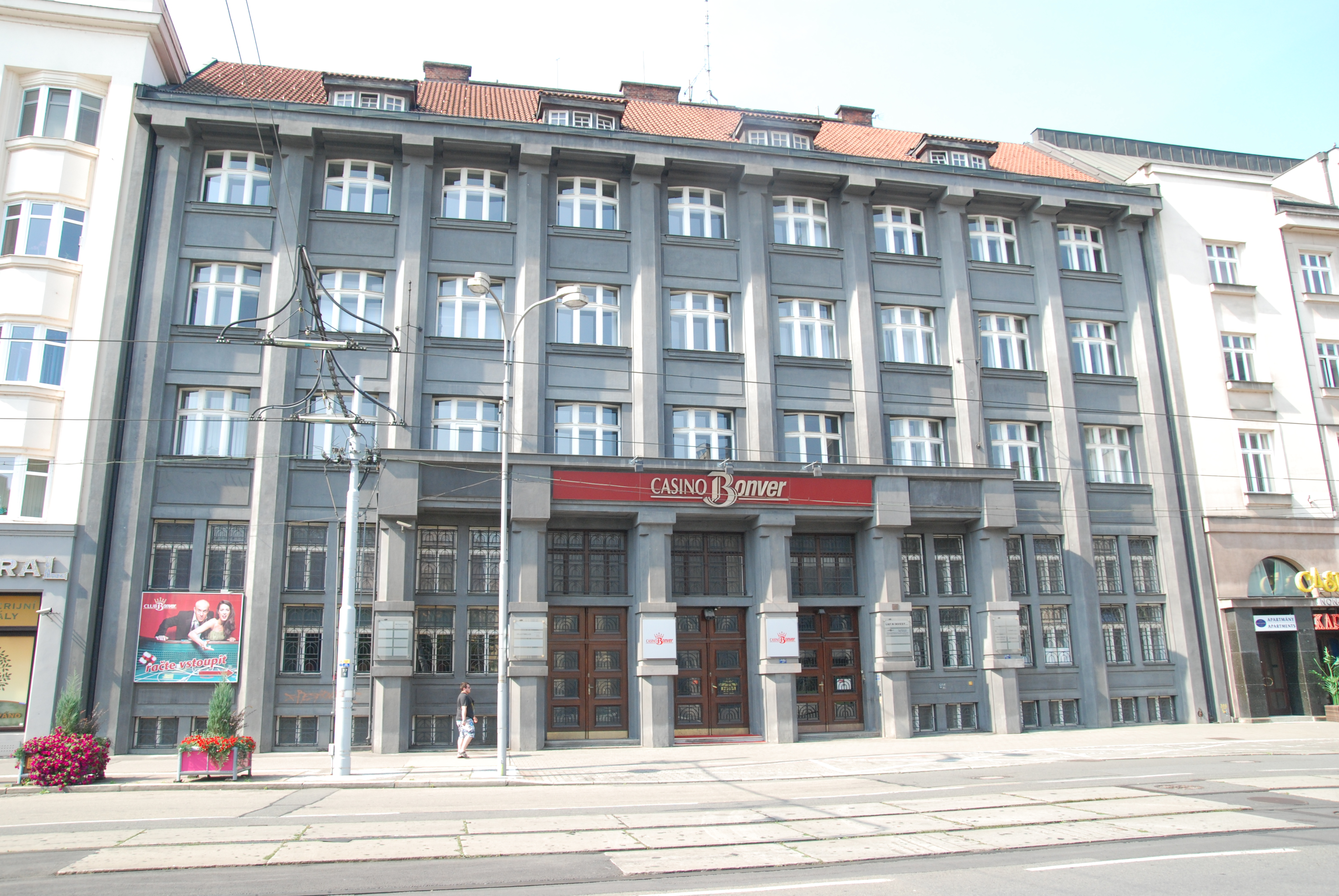
Anglo-československá banka, Nádražní 308/3.
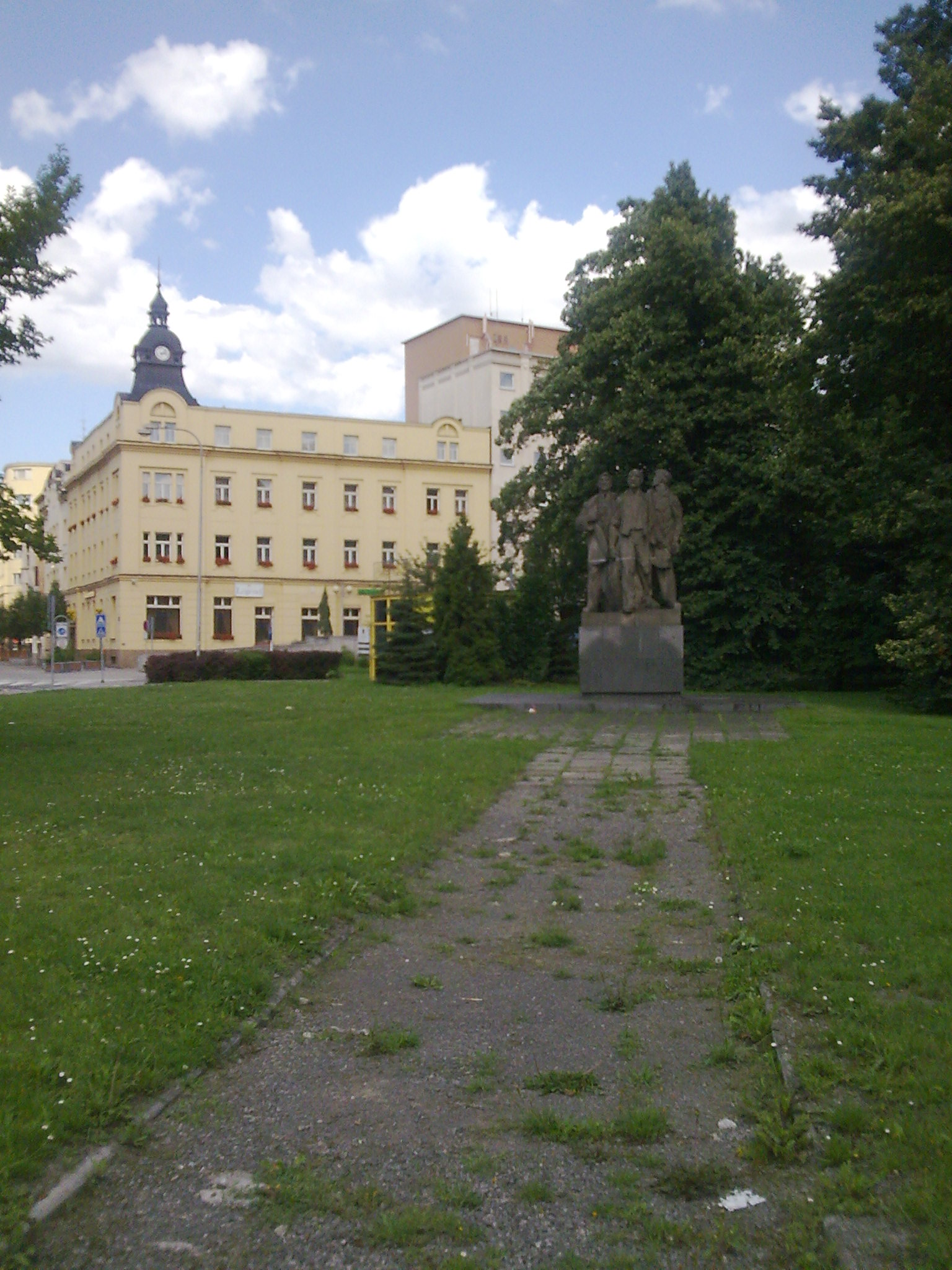
Místo, kde stál Německý dům, náměstí Dr. E. Beneše 555/6.
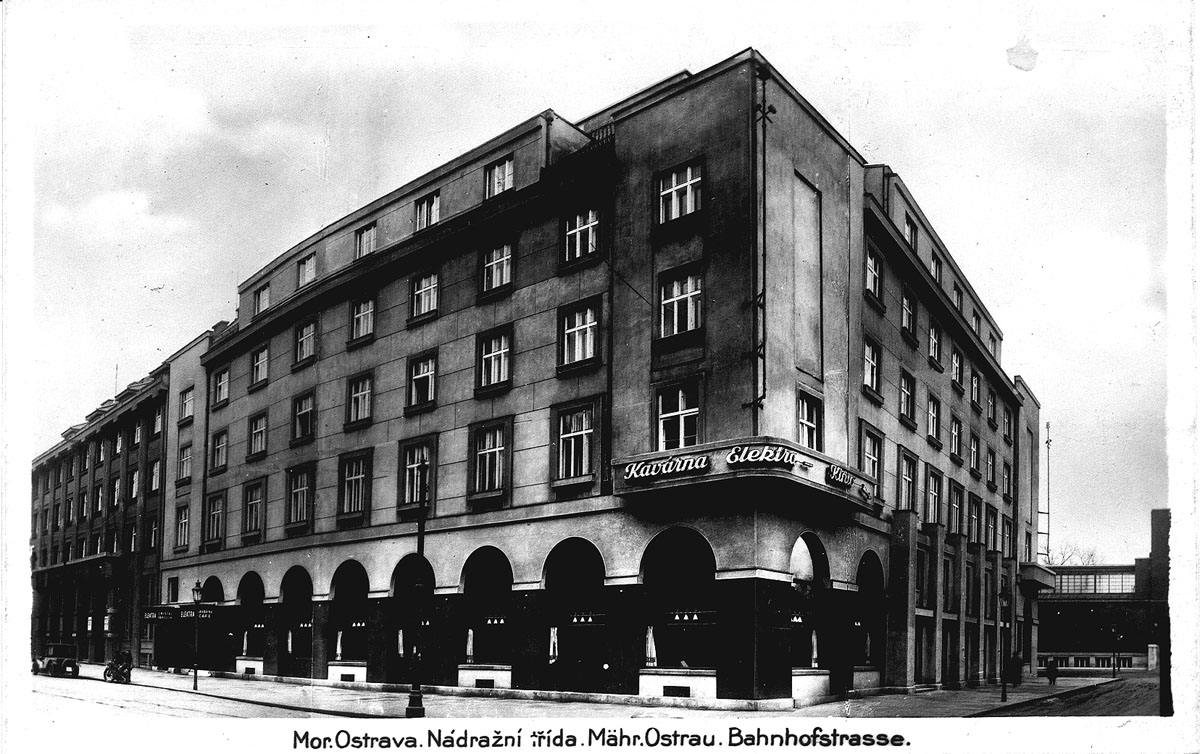
Hornický dům – Palác Elektra, Umělecká 305/1.
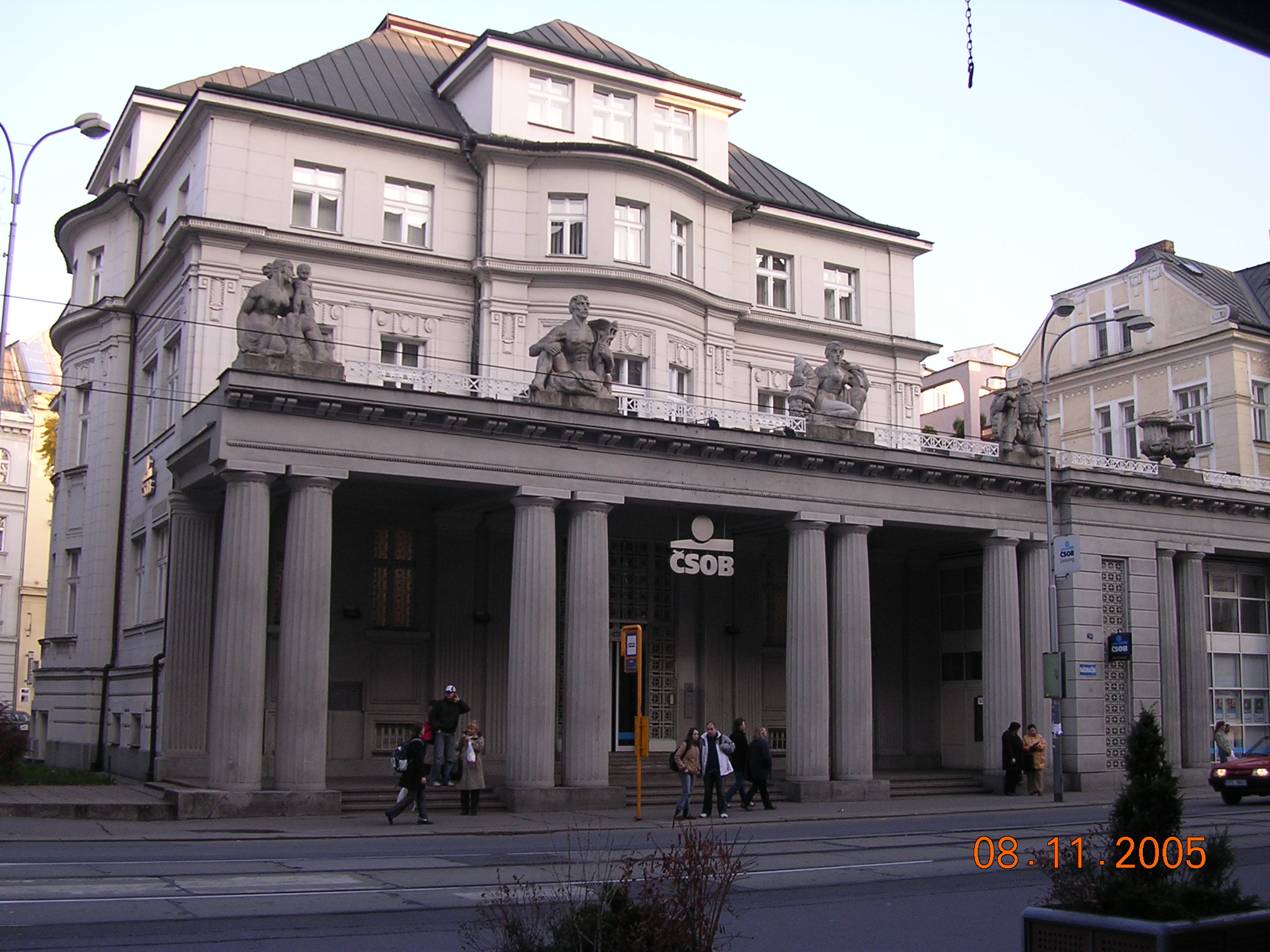
Vila dr. Karla Krause, Česká banka Union, Nádražní 213/10.
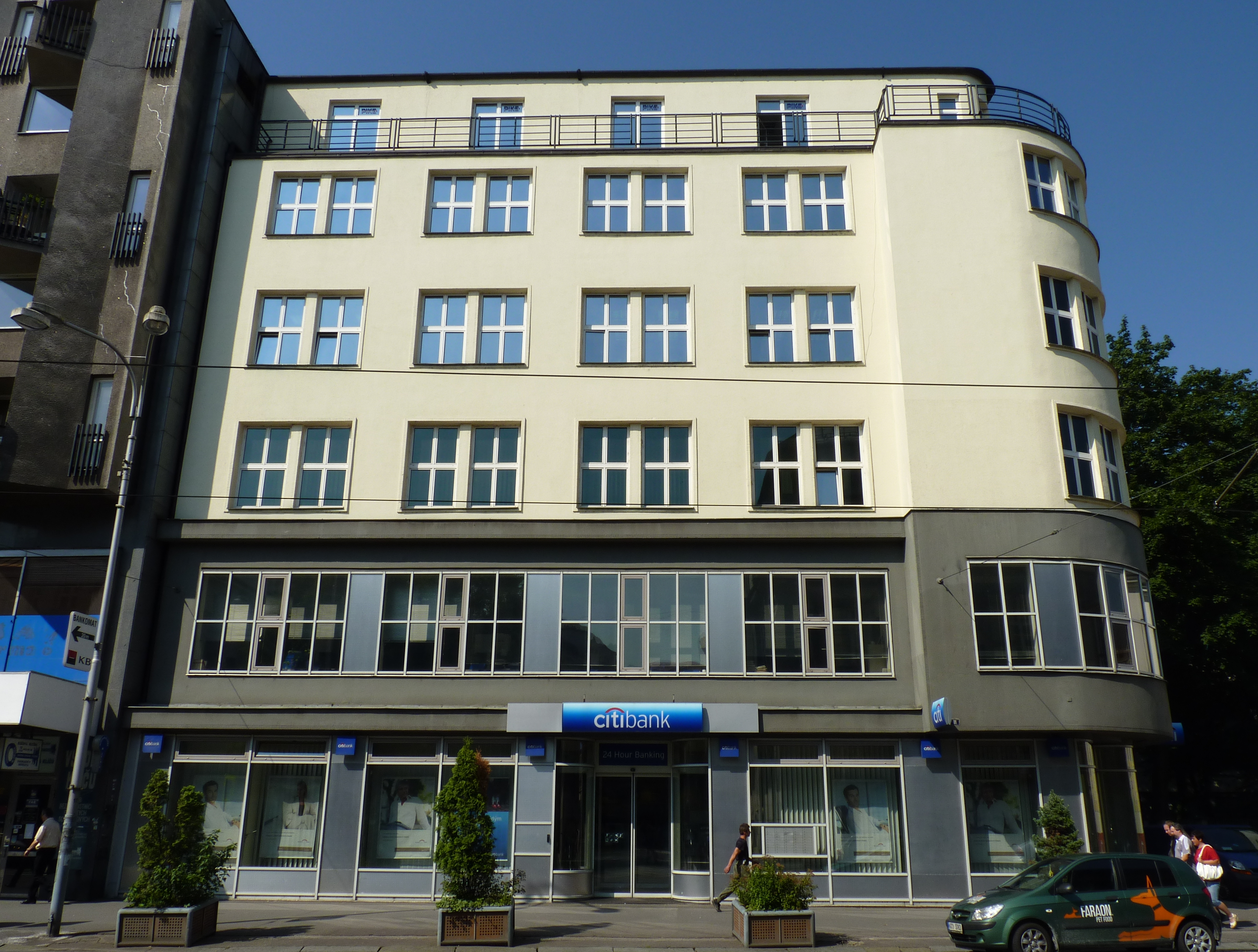
Přístavba ke kancelářskému a obytnému domu, Nádražní 2785/9.
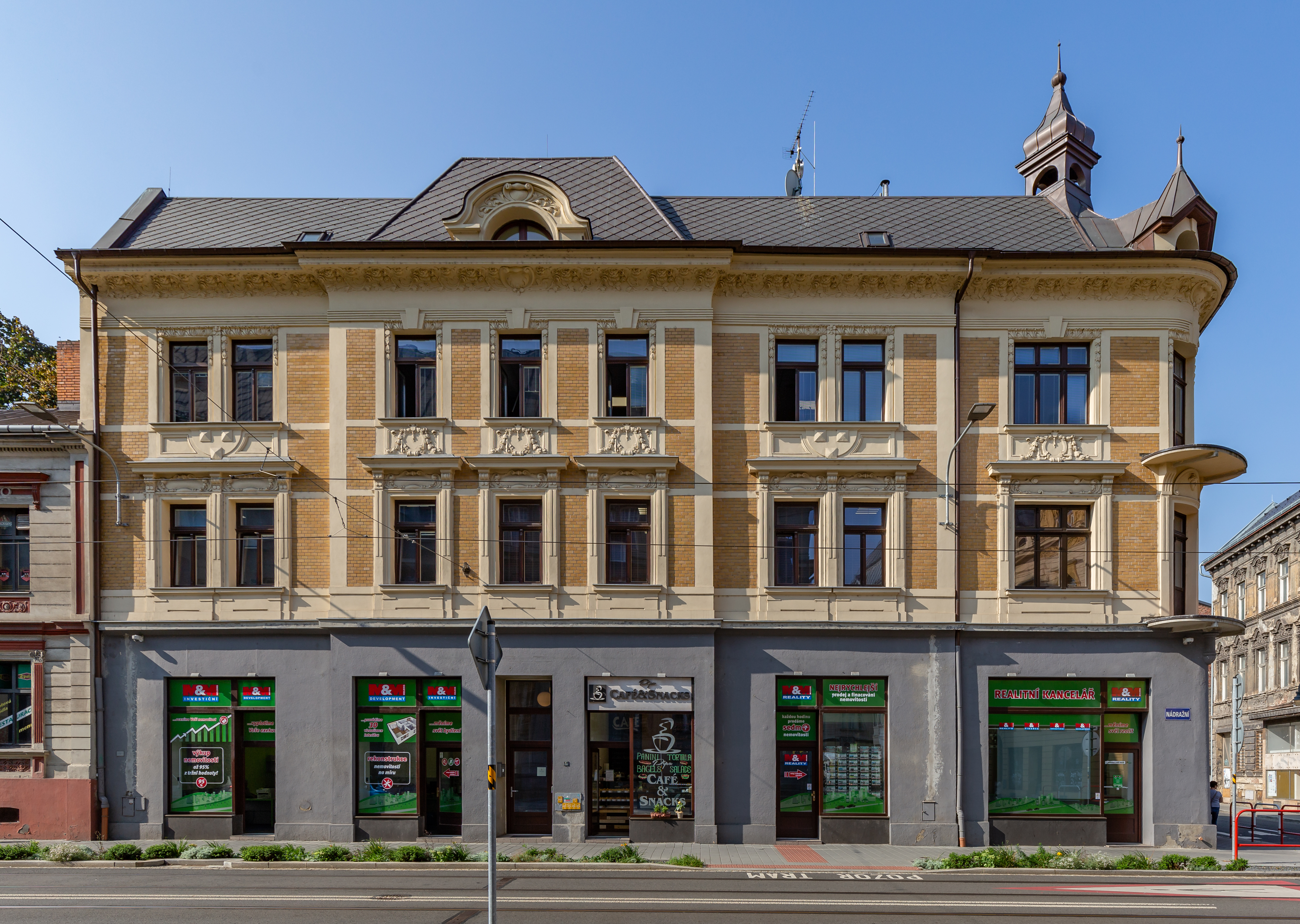
Nádražní 535/15
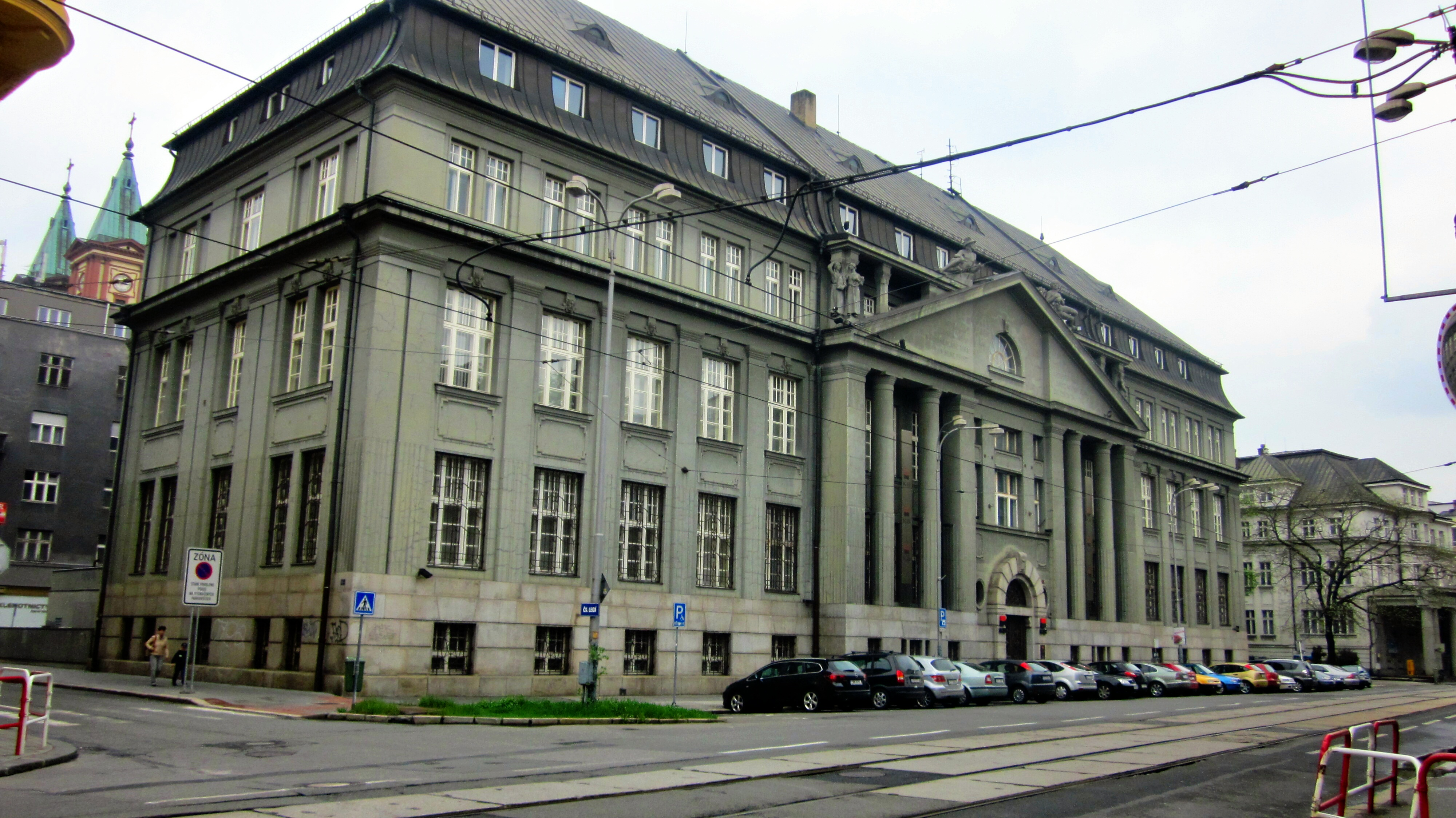
Živnostenská banka, Nádražní 1698/12.
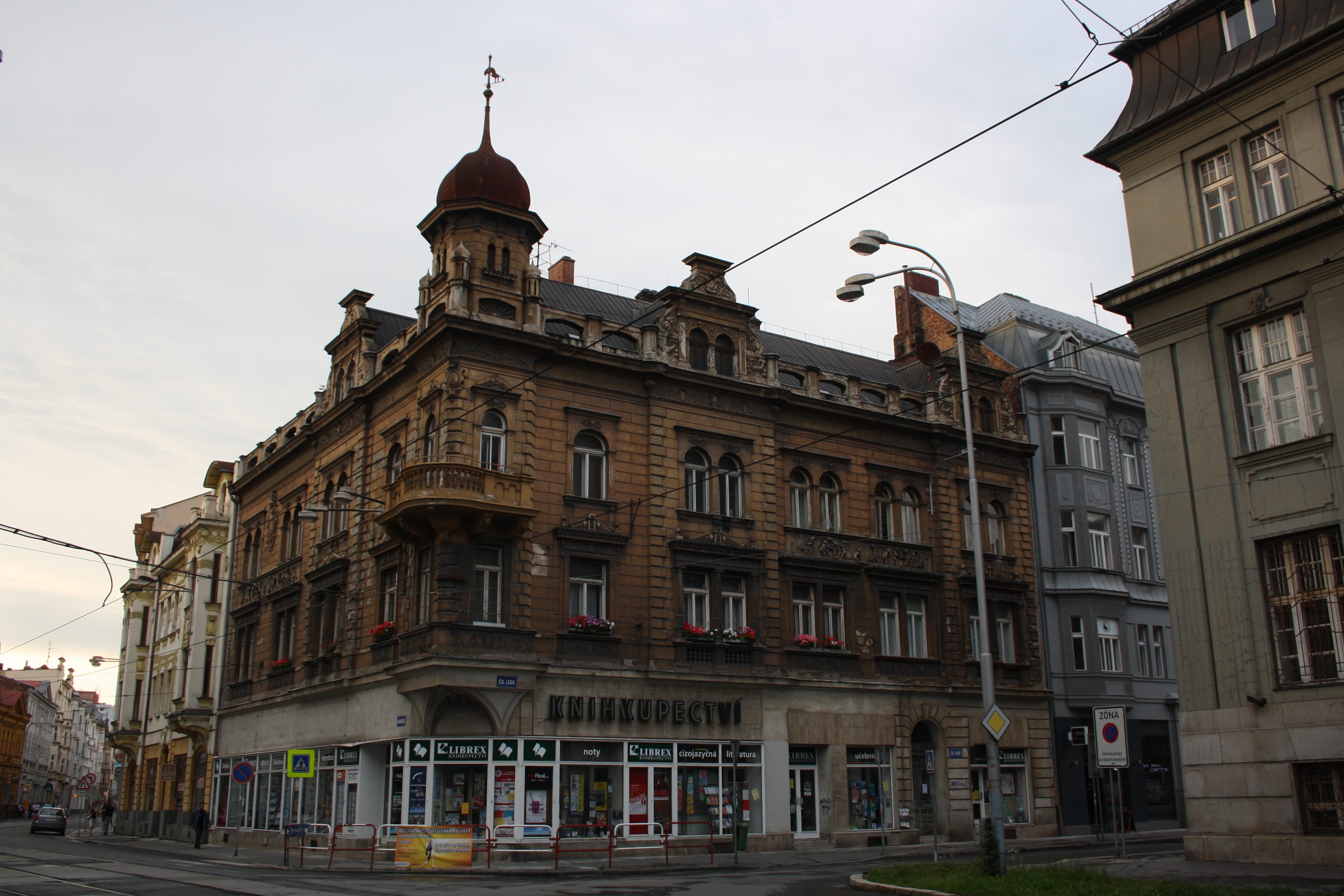
Čs. legií 1222
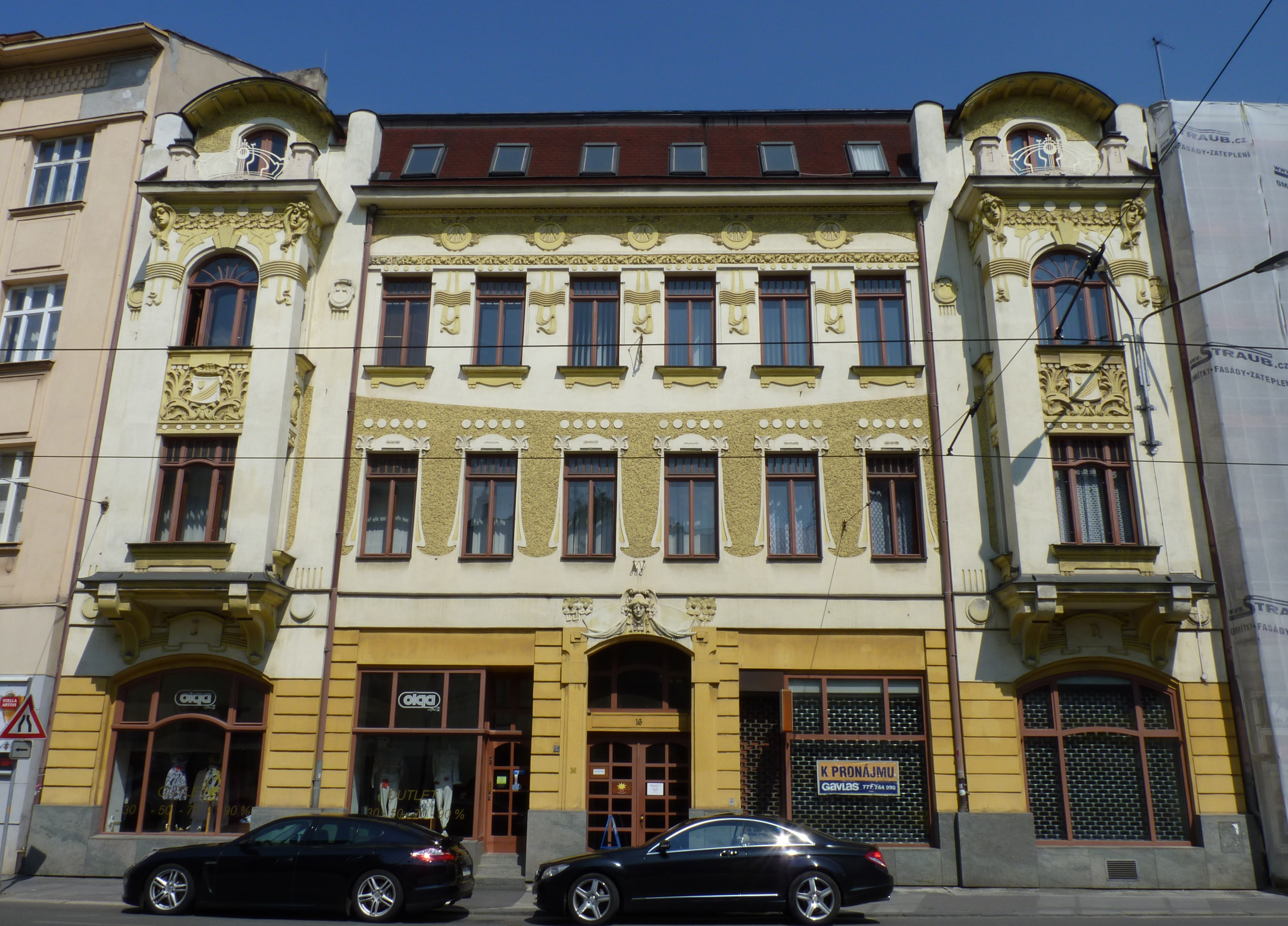
Nájemní dům Sigmunda Urbacha, Nádražní 1248/16.
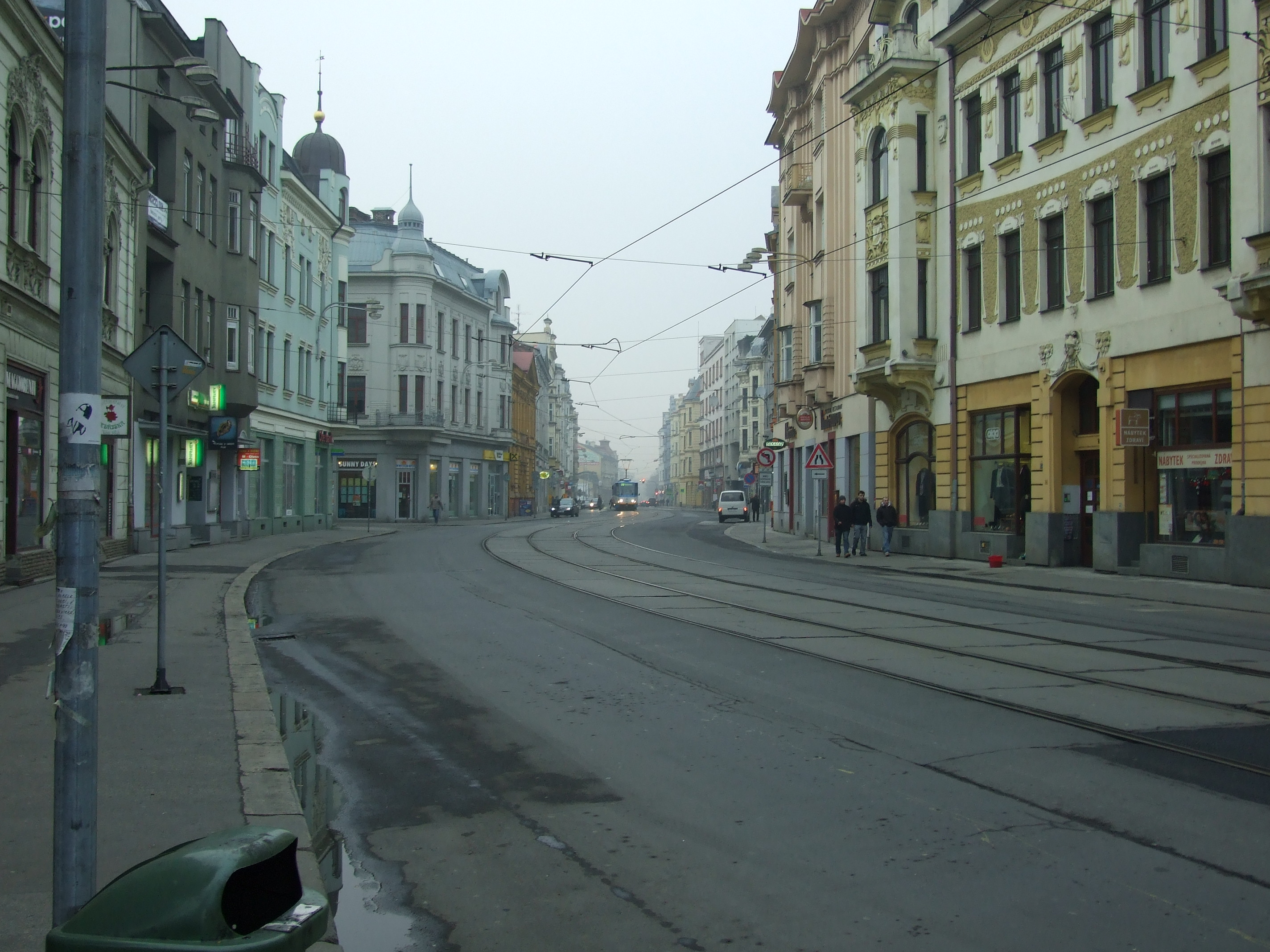
Pohled na Nádražní ulici
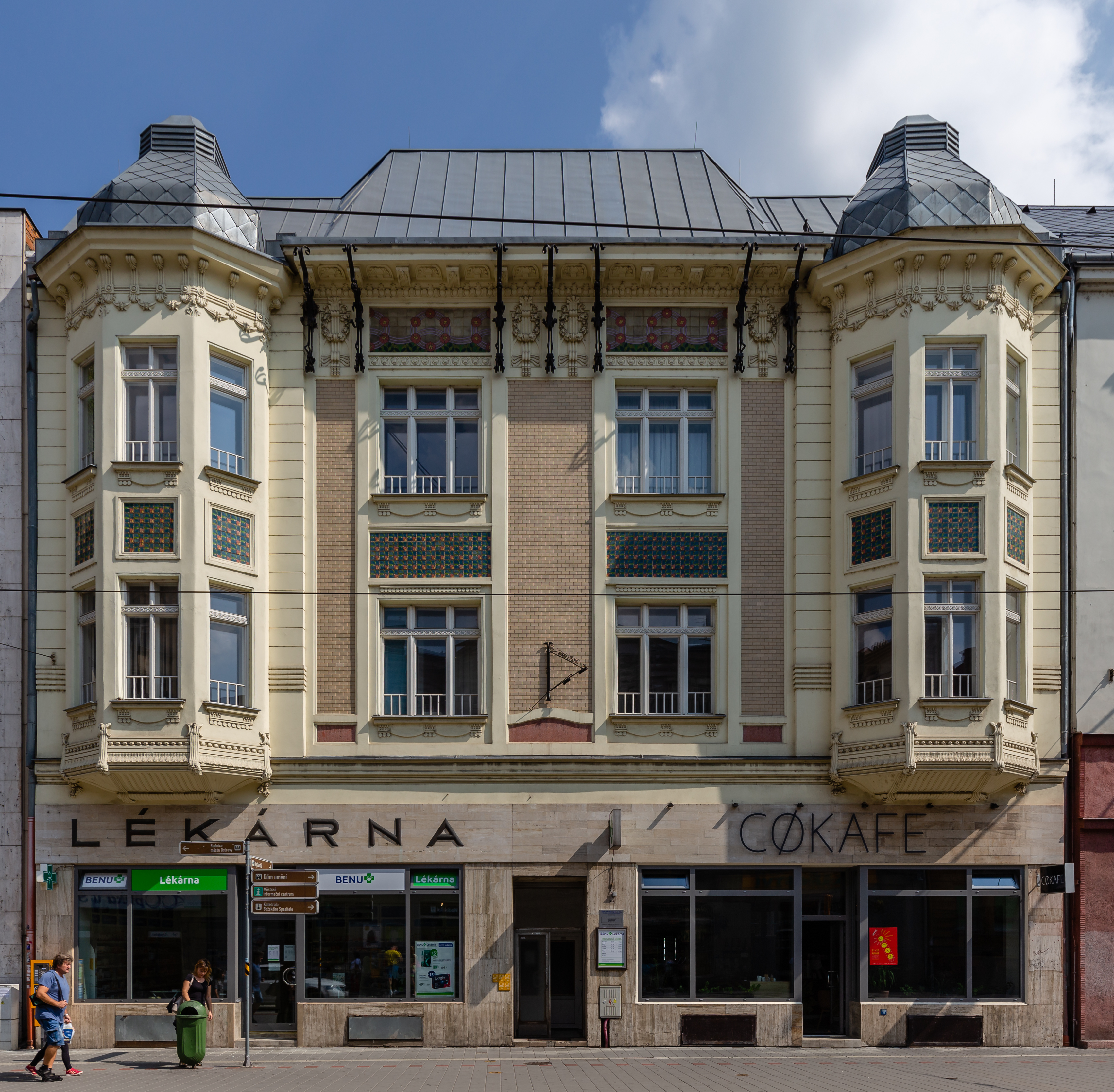
Nájemní dům Hanse Ulricha, Nádražní 1266/26.
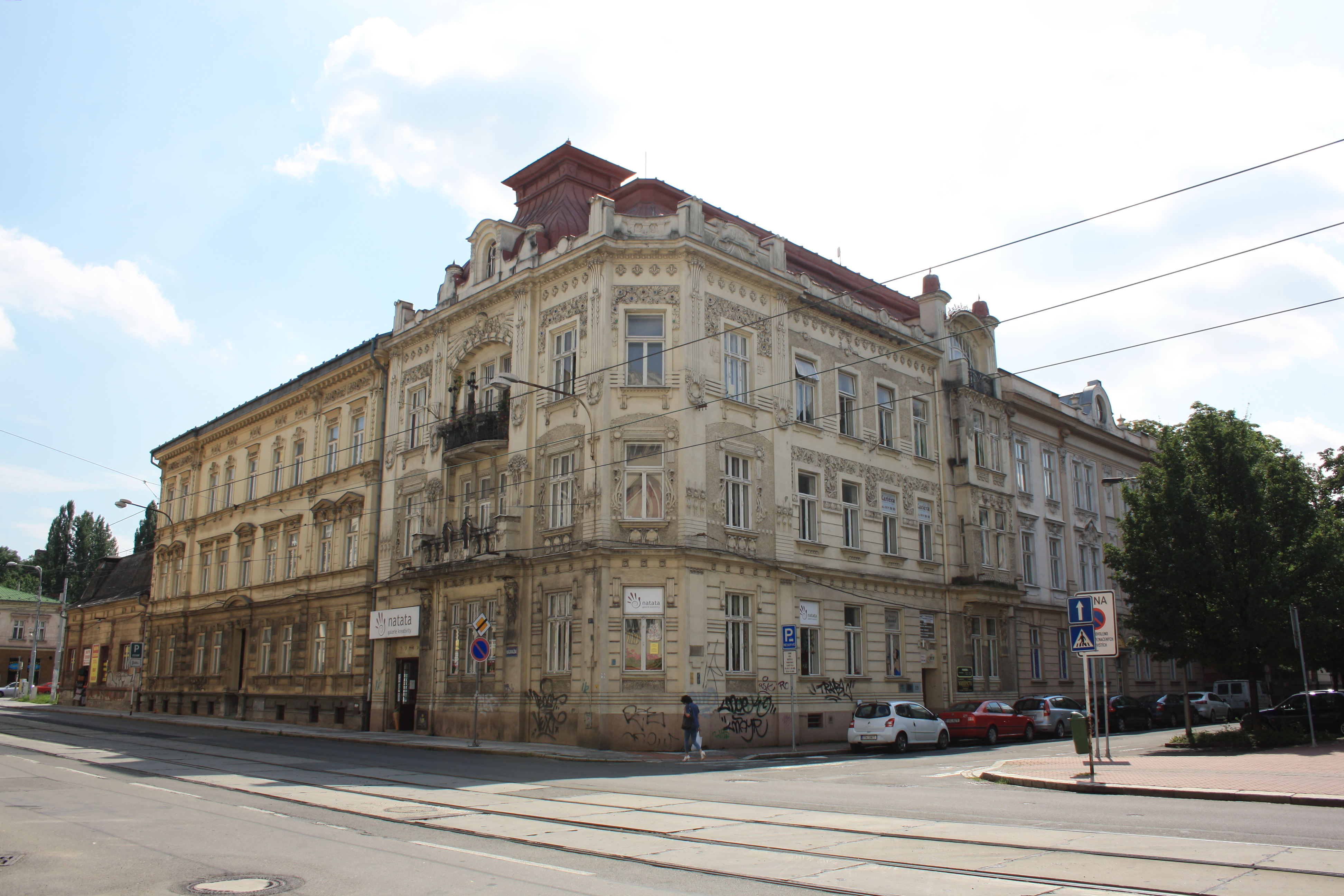
Obytný dům Ferdinanda Mainxe a Leopolda Poppa, Žerotínova 1230/1.
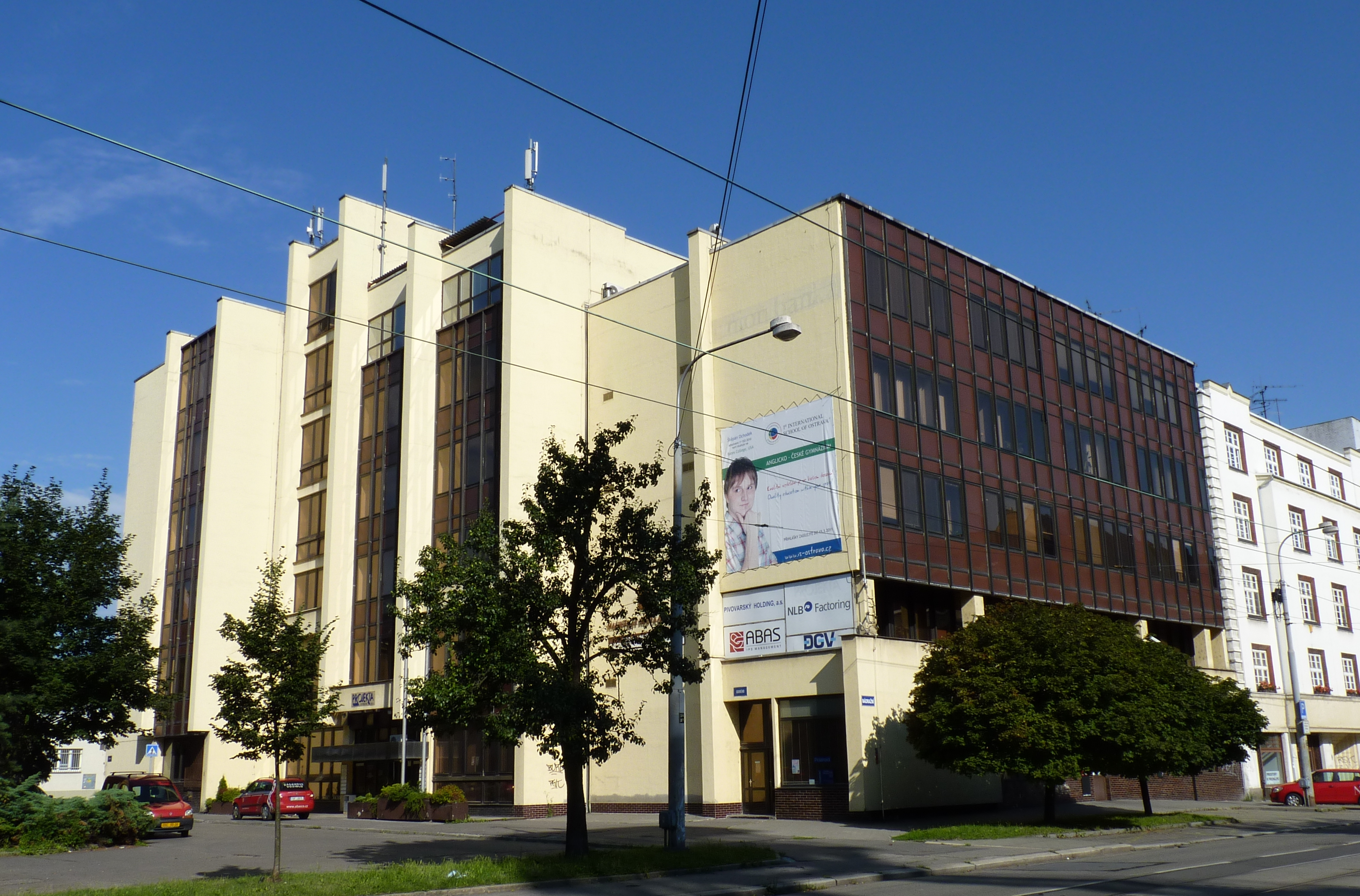
Zaniklý nájemní a obchodní dům prof. Johanna Hadaszczoka, Nádražní 73/910.
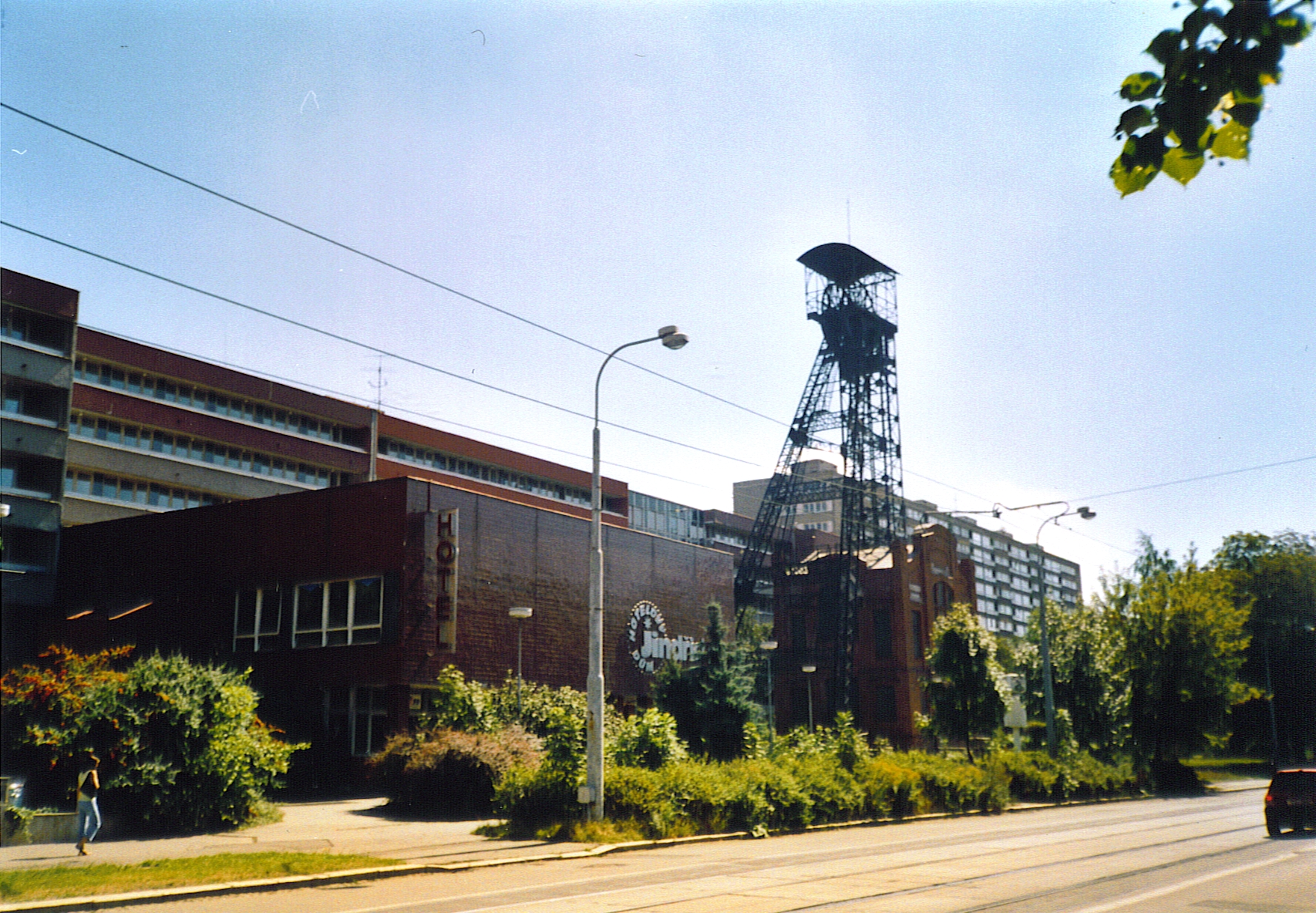
Zaniklý Hotelový dům Jindřich, Nádražní 3067/66.
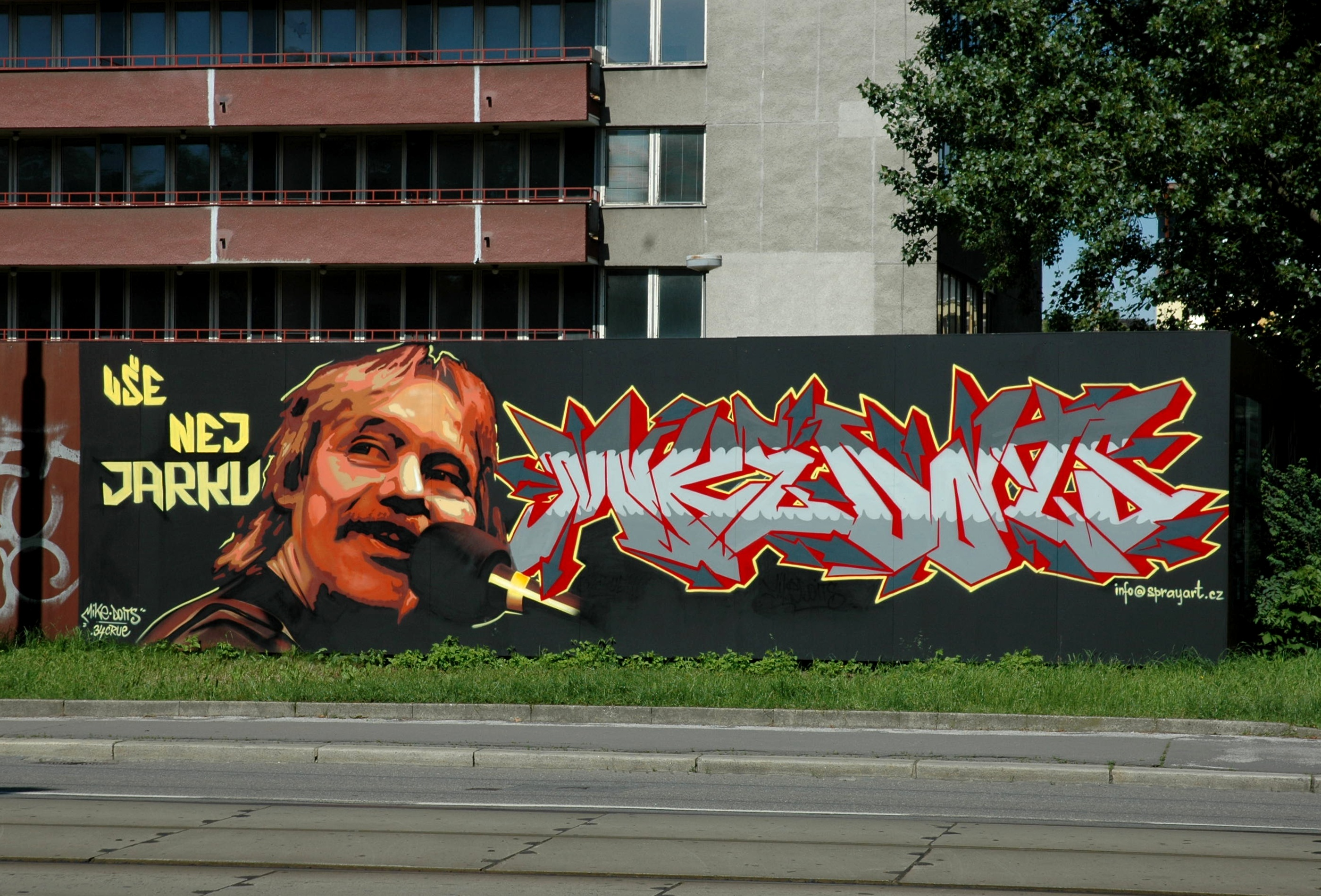
Zaniklý Hotelový dům Jindřich, Nádražní 3067/66.
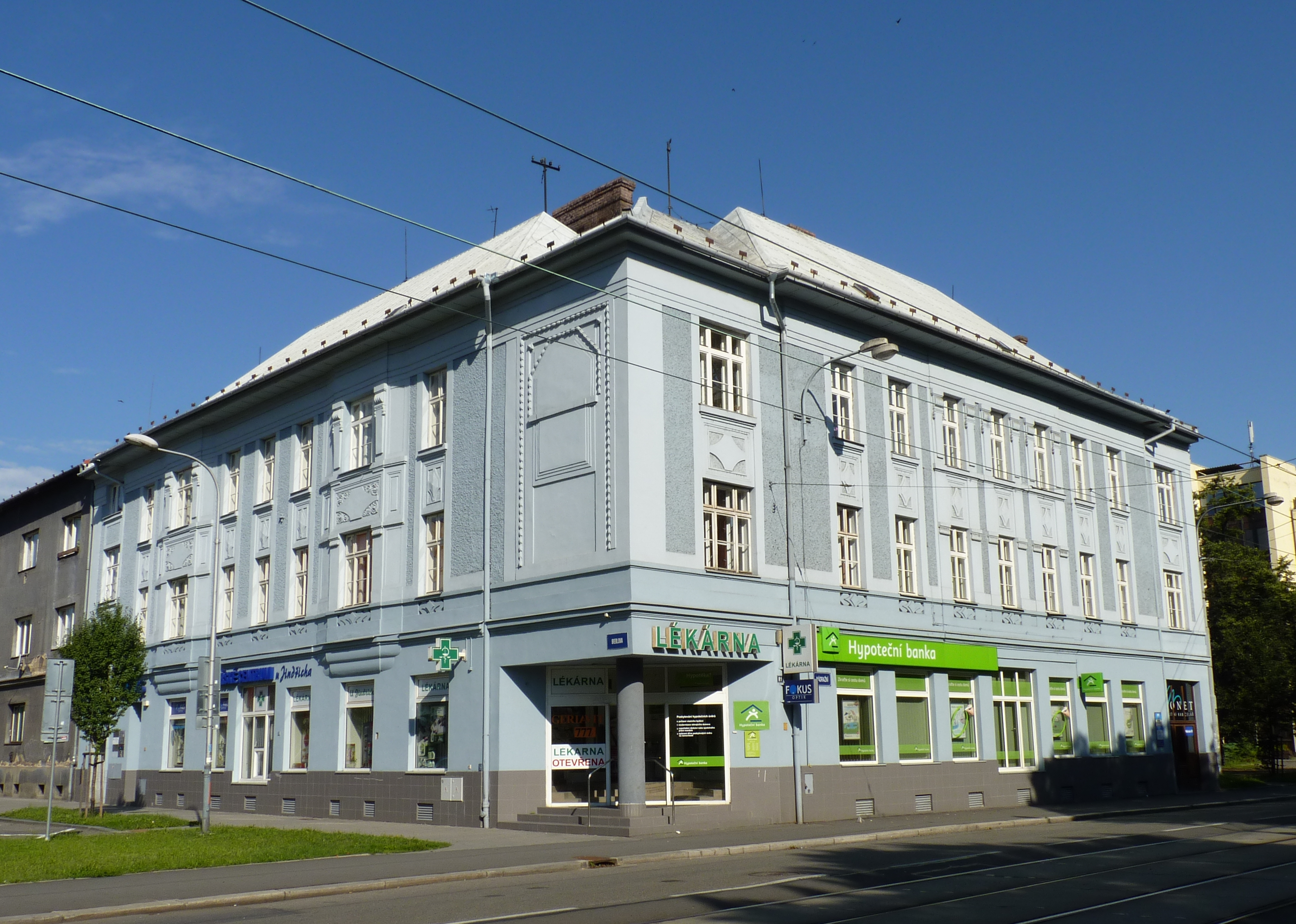
Lékárna U Jindřicha, Nádražní 410/81.
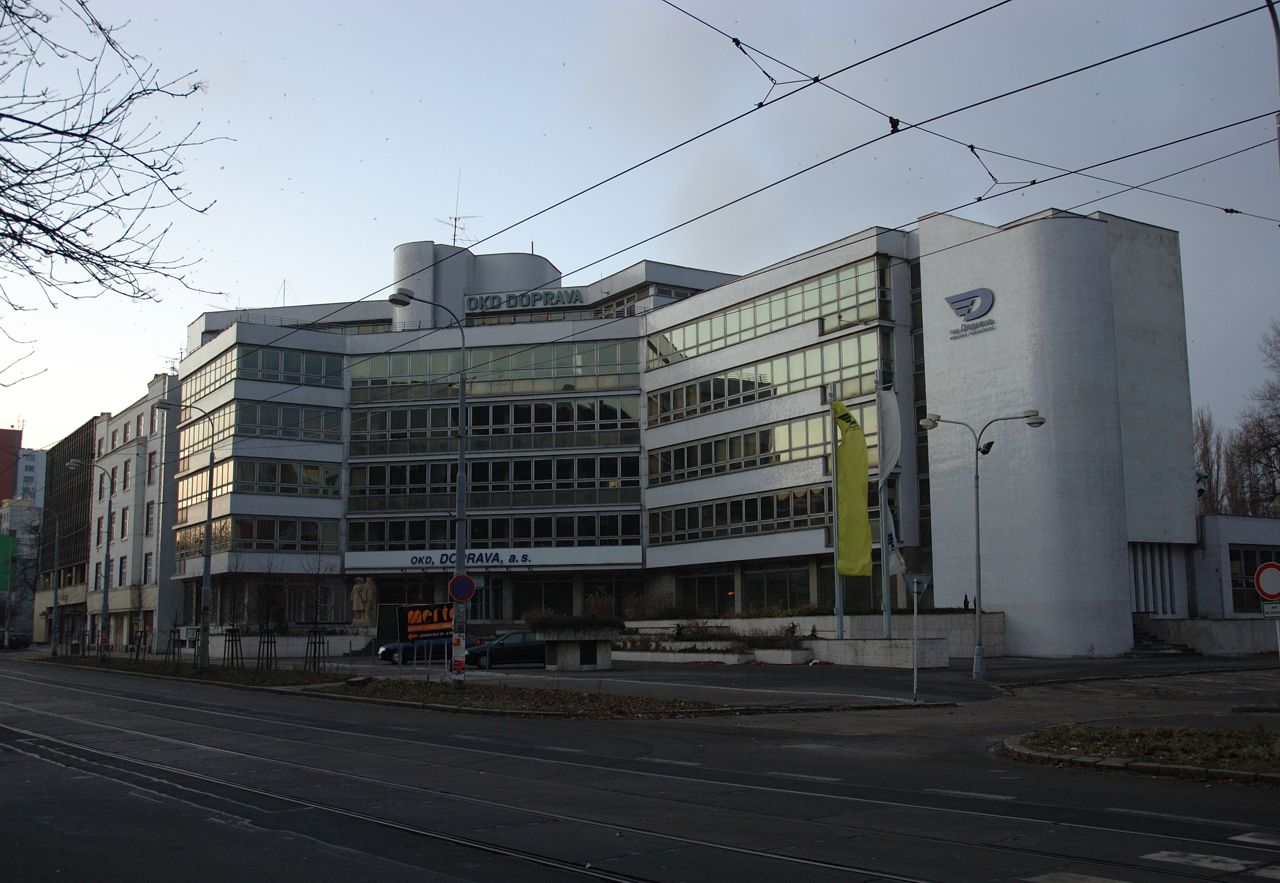
Kancelářský dům OKR – Doprava, Nádražní 2967/93.
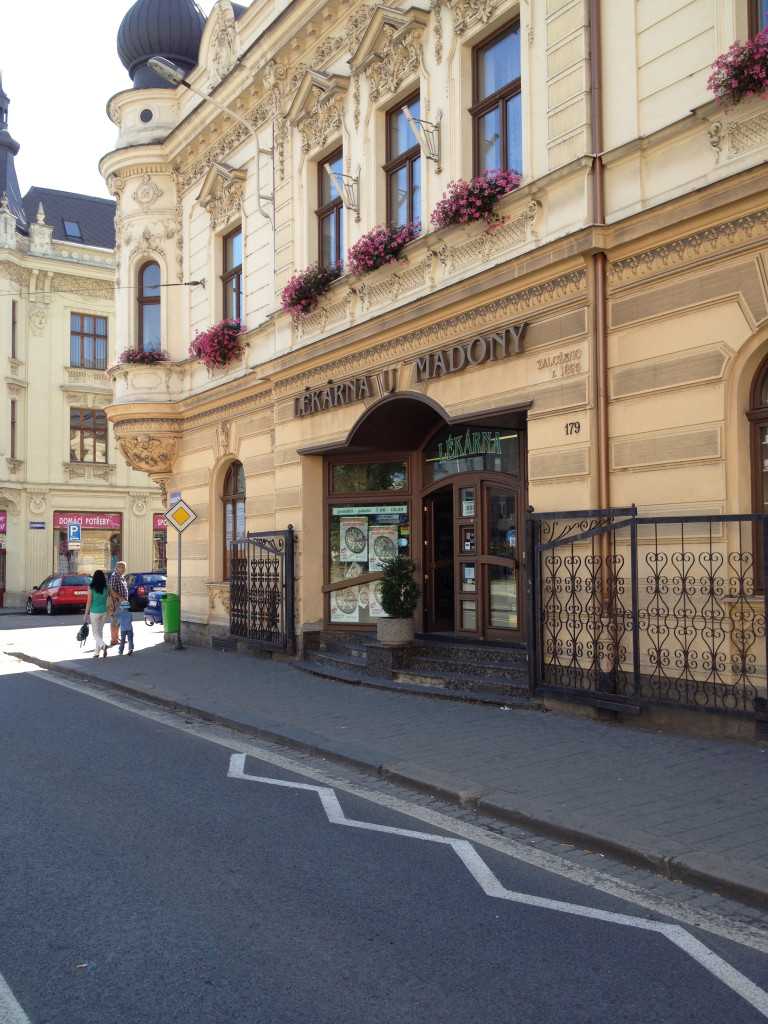
Nájemní dům s lékárnou U Madony, Nádražní 427/179.
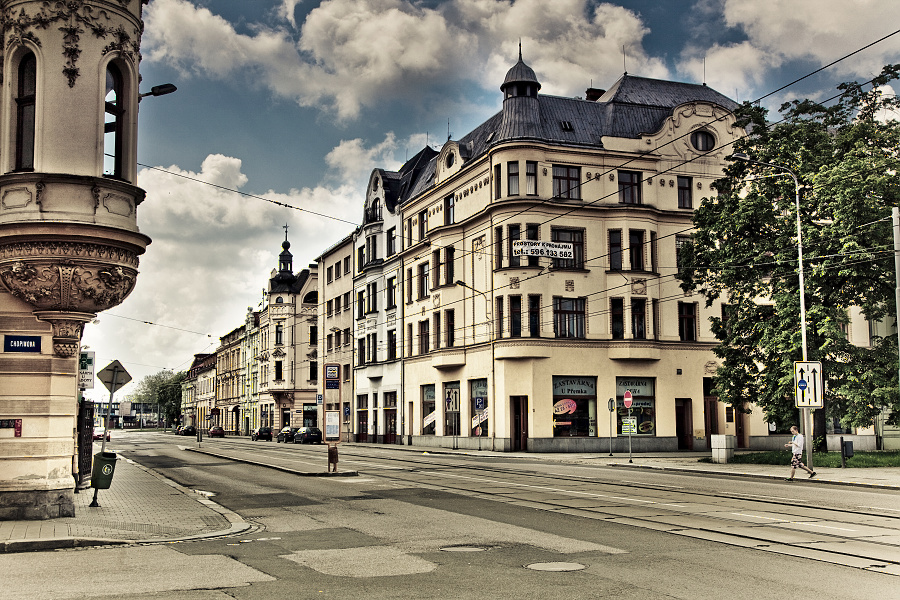
Nájemní dům Felixe Neumanna, nám. Svatopluka Čecha 732/1.
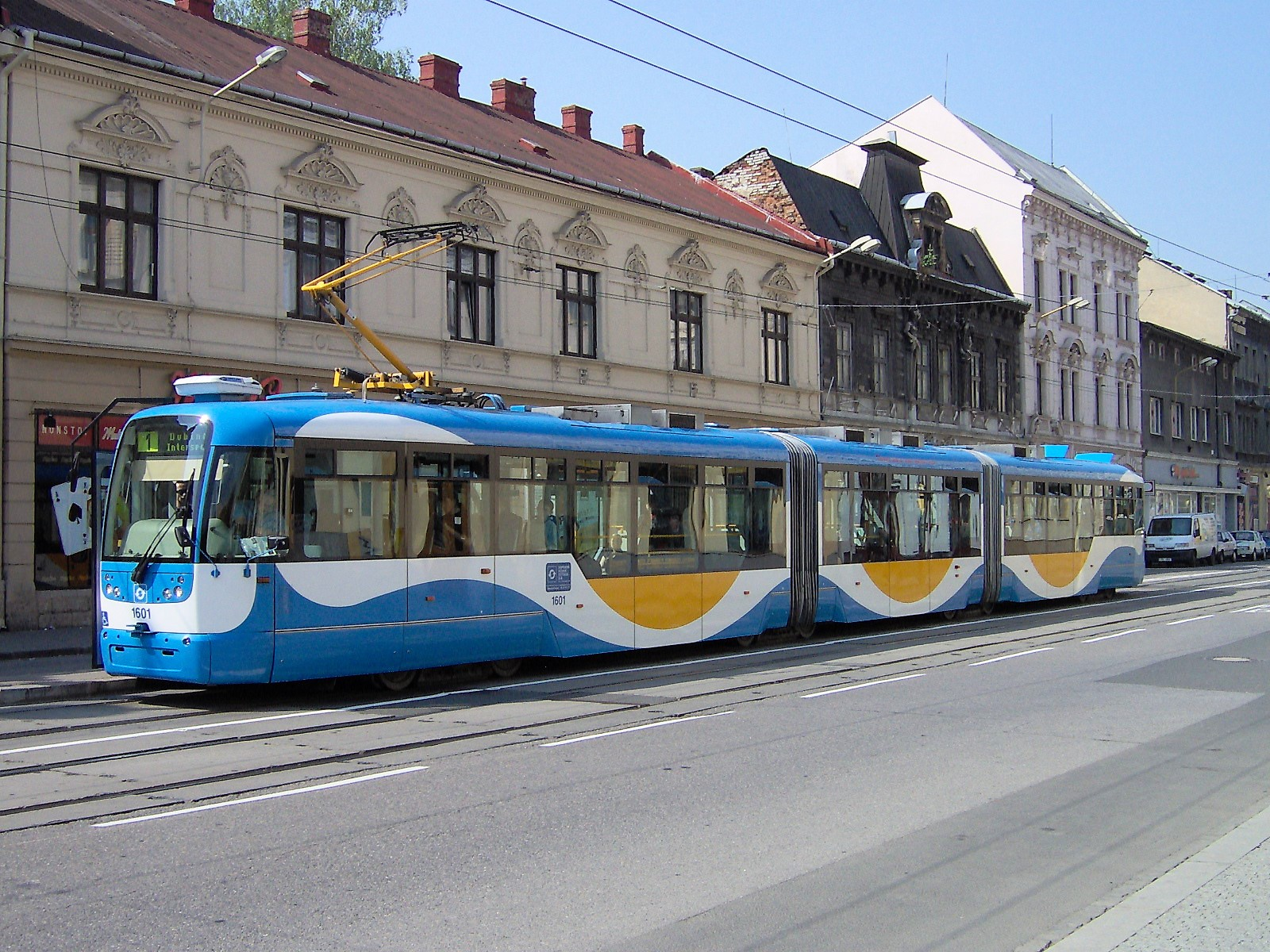
Ostrava Přívoz.
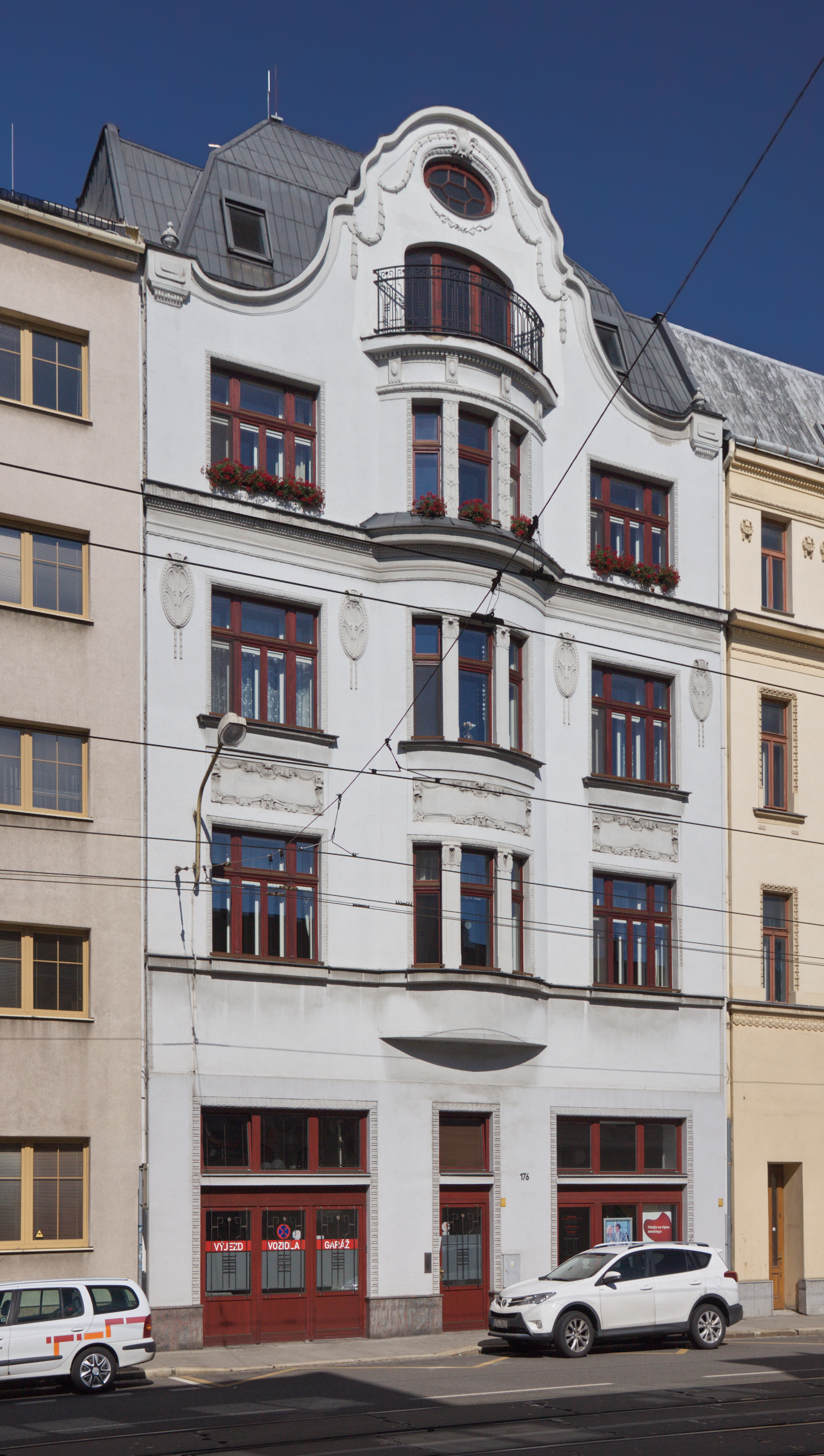
Nájemní dům v ulici Nádražní 733/176.
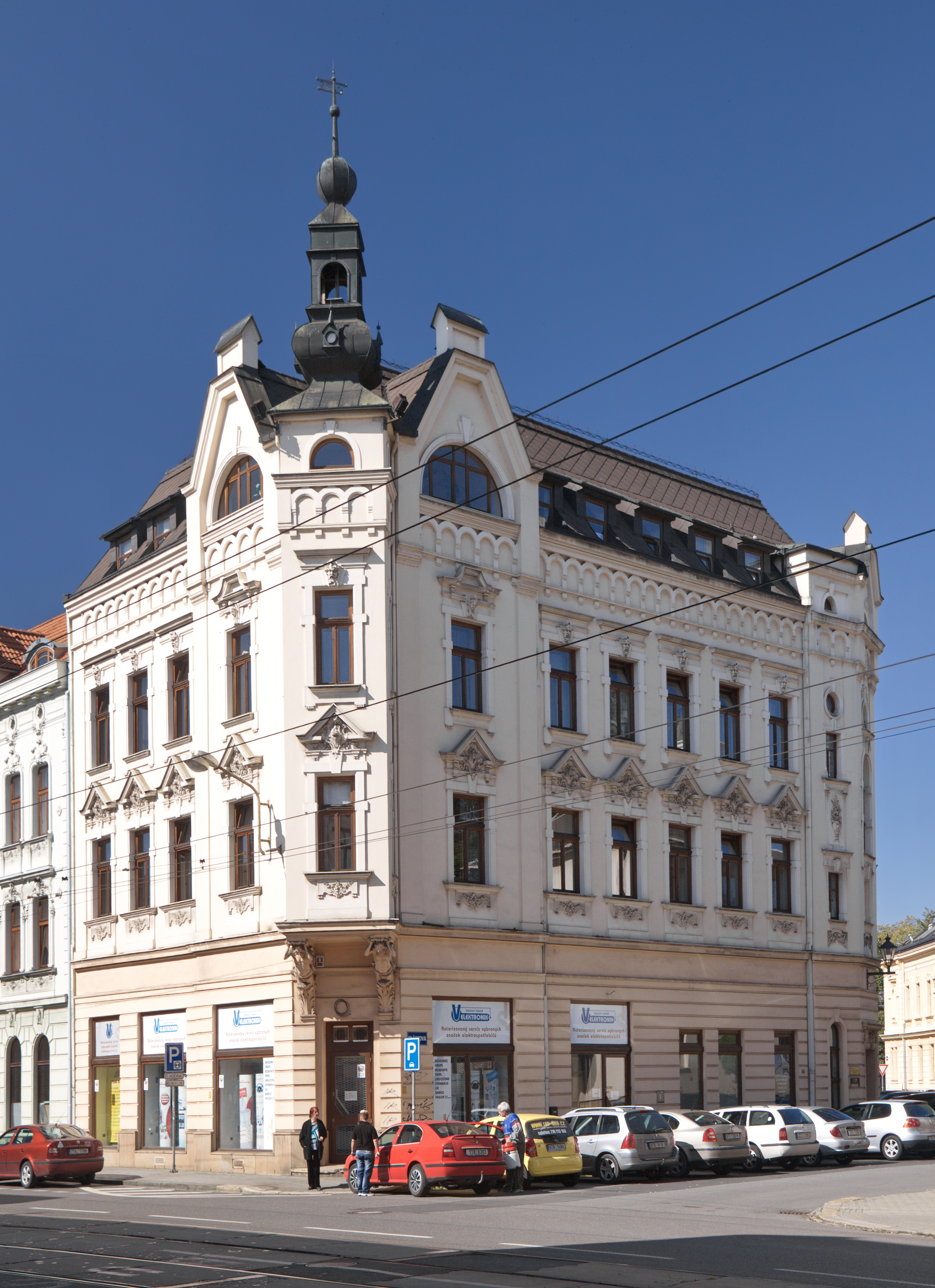
Nájemní dům v ulici Hlávkova, Hlávkova 592/1.
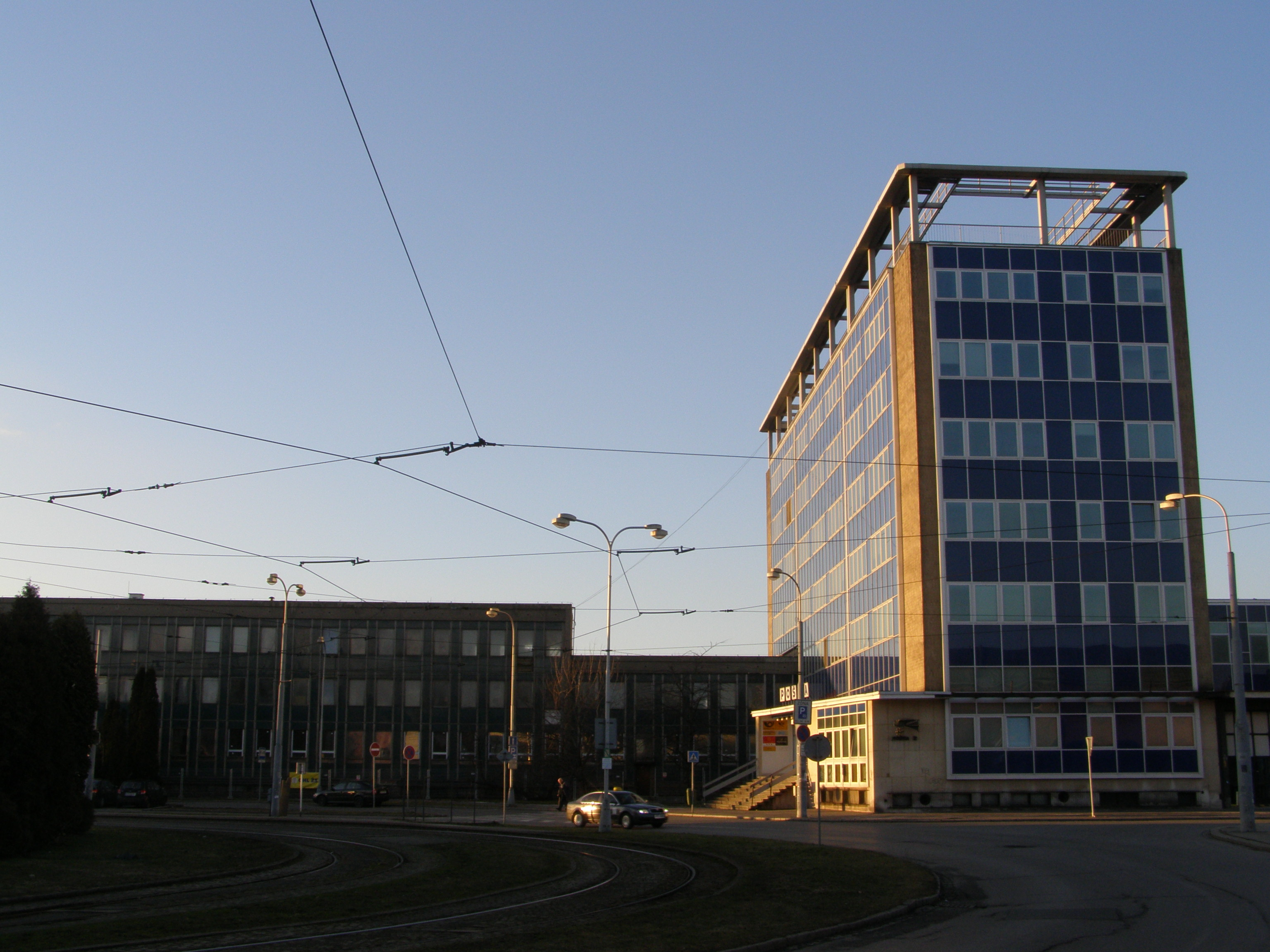
Budova České pošty s.p., Wattova 1046/19
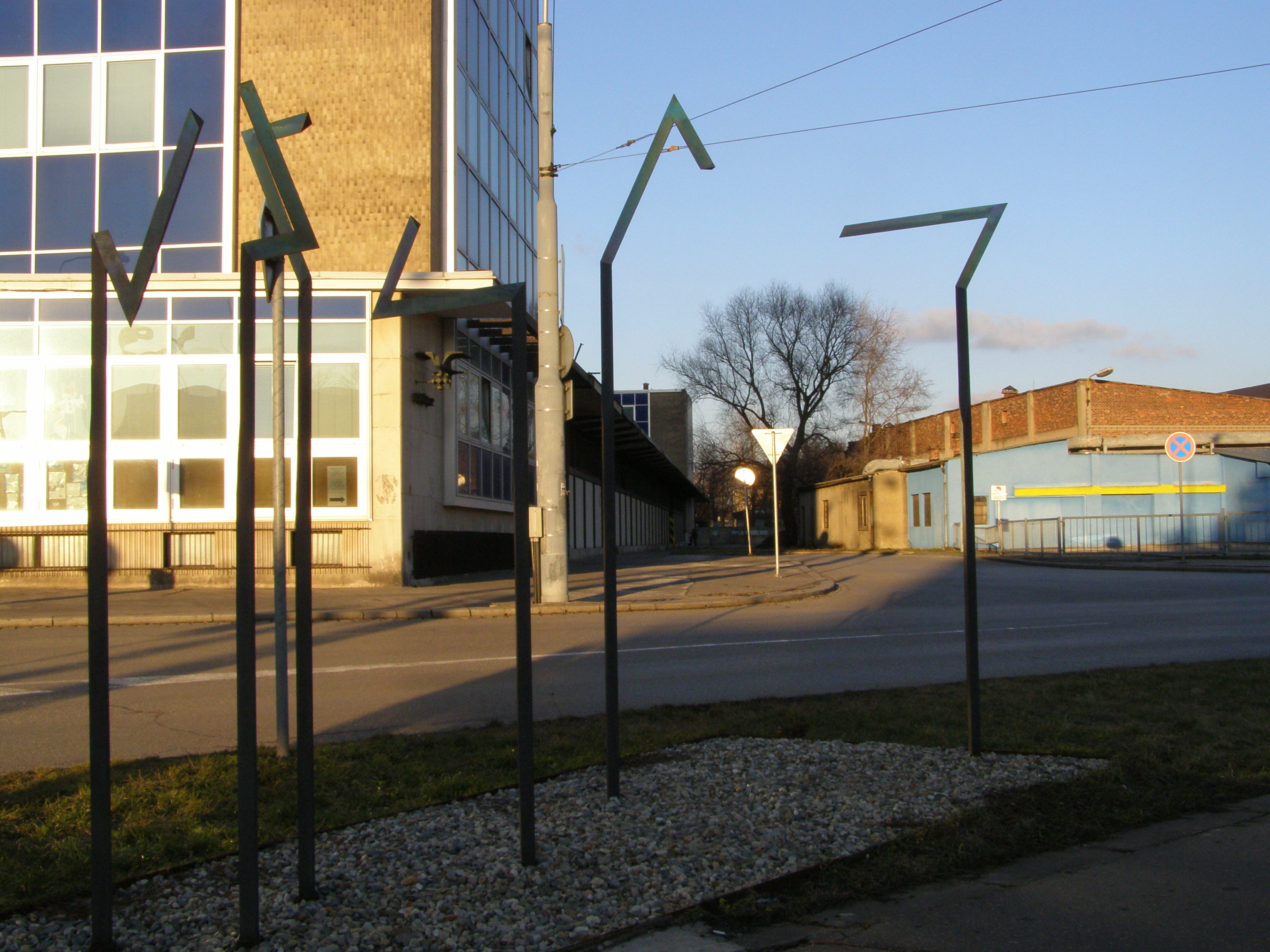
Památník deportovaným z Ostravy během 2. světové války.
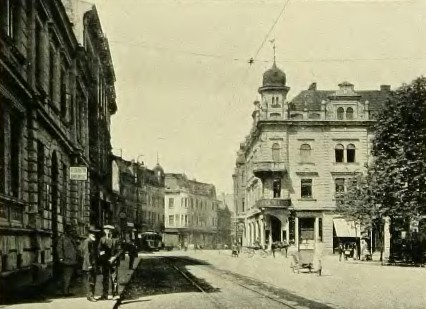
Dobová pohlednice: Roh Nádražní třídy a Nové ulice s filiálkou Živnostenské banky. Rok 1911.